# Acropora florida
Acropora florida (Dana, 1846) è una specie di corallo appartenente alla famiglia Acroporidae, diffusa nell'oceano Indiano settentrionale e sudoccidentale, nell'Indo-Pacifico centrale, in Australia, nell'Asia sudorientale, in Giappone e nel Mar Cinese Orientale, nelle isole Cook e nel Pacifico occidentale.